# Mertensia pallasii
Mertensia pallasii är en strävbladig växtart som först beskrevs av Ledebour, och fick sitt nu gällande namn av George Don jr. Mertensia pallasii ingår i släktet fjärvor, och familjen strävbladiga växter. Inga underarter finns listade i Catalogue of Life.